# 1952 aux Territoires du Nord-Ouest
Chronologie des Territoires du Nord-Ouest
- 1948
- 1949
- 1950
- 1951
- 1952
- 1953
- 1954
- 1955
- 1956

Cette page concerne des événements d'actualité qui se sont produits durant l'année 1952 dans le territoire canadien des Territoires du Nord-Ouest.

## Politique
- Premier ministre : Hugh Andrew Young (Commissaire en gouvernement)
- Commissaire :
- Législature :

## Naissances
- Bob McLeod, né en 1952 à Fort Providence (Territoires du Nord-Ouest), est un homme politique canadien. En 2007, il est élu député à l'Assemblée législative des Territoires du Nord-Ouest et depuis le 26 octobre 2011 exerce la fonction de Premier ministre des Territoires du Nord-Ouest.